# Chiesa di San Giorgio Martire (Castelcucco)
La chiesa di San Giorgio Martire, o anche solo chiesa di San Giorgio, è la parrocchiale di Castelcucco, in provincia e diocesi di Treviso; fa parte del vicariato di Asolo.

## Storia
Il primitivo luogo di culto sorse presumibilmente tra i secoli VI e VII, costruito dai Longobardi, a cui era molto caro il culto di san Giorgio.
Sotto il portico di questa fu firmato nel 1172 l'atto di donazione con cui i fratelli Rover cedettero l'oratorio di Santa Giustina al priorato di Santa Maria Maggiore di Treviso e alla chiesa di San Teonisto della vicina Possagno.
Il 22 febbraio 1564 il vescovo di Treviso Giorgio Corner, durante la sua visita pastorale, ordinò che l'edificio fosse risistemato e ingrandito; i lavori vennero terminati nel 1654, allorché il vescovo Giovanni Antonio Lupi consacrò la chiesa rinnovata.
Nel 1692 fu ultimata la tinteggiatura delle facciate esterne, mentre tre anni dopo il campanile venne distrutto da una folgore che l'aveva colpito.
La parrocchiale fu interessata da un intervento di ampliamento e rifacimento su disegno dell'ingegnere Francesco Martignago, in occasione del quale si provvide pure a posare il nuovo pavimento in sostituzione di quello antico, gravemente danneggiato; nel 1910 venne invece portata a termine la torre campanaria staccata dal corpo della chiesa.
Nel 1988 si procedette ad adeguare la parrocchiale alle norme postconciliari; nel 1997 venne rinnovata la copertura delle cappelle laterali e nel 2003 quella della navata.

## Descrizione

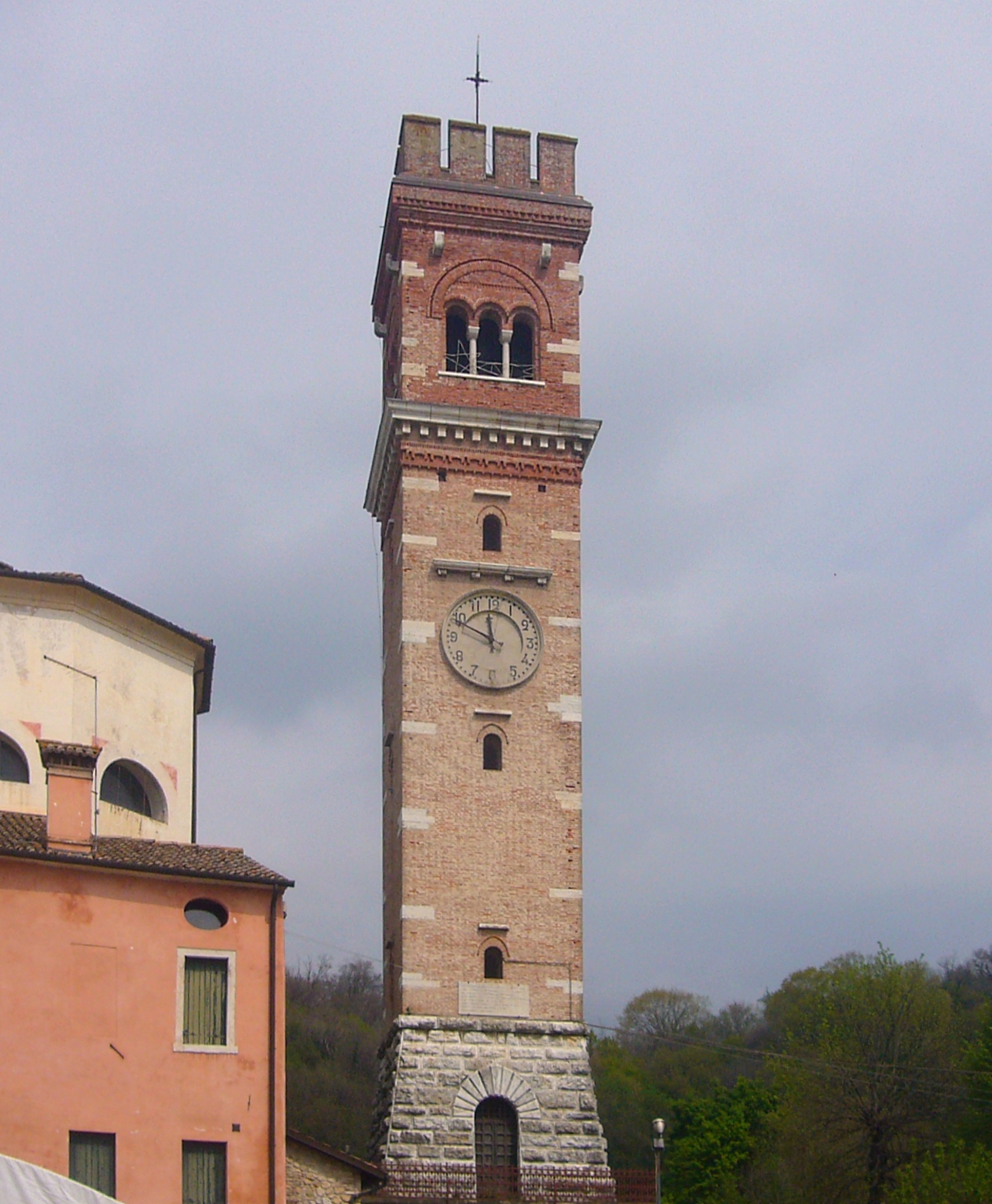
Il campanile

### Esterno
La facciata a capanna della chiesa, rivolta a ponente e scandita da quattro paraste tuscaniche sorreggenti il fregio con triglifi e metope e il frontone in cui s'apre un oculo, presenta al centro il portale d'ingresso, realizzato nel 1649 e sormontato dal timpano triangolare spezzato e da uno stucco con soggetto San Giorgio Martire; il prospetto è inoltre caratterizzato da una finestra termale.
Dietro alla parrocchiale si erge su un basamento a scarpa il campanile a pianta quadrata, la cui cella presenta su ogni lato una trifora ed è coronata dalla merlatura in stile guelfo.

### Interno
L'interno dell'edificio si compone di un'unica navata, sulla quale si affacciano le cappelle laterali, introdotte da archi a tutto sesto, e le cui pareti sono scandite da lesene con capitelli corinzi sorreggenti la trabeazione modanata e aggettante sopra la quale si imposta la volta a botte; al termine dell'aula si sviluppa il presbiterio, rialzato di alcuni gradini e chiuso dall'abside di forma poligonale.